# Lindesnäs, Uddevalla kommun
Lindesnäs är en bebyggelse vid Byfjorden väster om Uddevalla i Uddevalla kommun  i Bohuslän. Lindesnäs avgränsades som småort av SCB 2023.